# Vespasiano da Bisticci
Vespasiano da Bisticci (Bisticci, 1421 – Antella, 27 luglio 1498) è stato uno scrittore, umanista e libraio italiano.

## Biografia
Quasi nulla si conosce sulle origini di Vespasiano se non che nacque a Bisticci, una località nei pressi di Rignano sull'Arno, e che possedeva un negozio di libri presso il Bargello. Fu presto conosciuto nella Firenze dei Medici per la sua attività di libraio e trascrittore di testi che egli stesso confezionava in modo raffinato e forniva su richiesta ai signori del tempo, tra i quali Cosimo il Vecchio.
Quando Cosimo de' Medici decise di creare la Biblioteca Laurenziana, Vespasiano lo consigliò e gli spedì, tramite l'erudito Tommaso Parentucelli, un catalogo sistematico che diventò la base della nuova collezione. In ventidue mesi Vespasiano fece redigere da venticinque copisti 200 volumi per la biblioteca. La maggior parte di essi, com'era normale all'epoca, erano libri di teologia e canti liturgici. Vespasiano aveva dato un notevole impulso alla diffusione degli autori classici, quando Parentucelli, il vero fondatore della Biblioteca Vaticana, fu eletto papa Niccolò V. Passò quindi quattordici anni a formare la biblioteca di Federico da Montefeltro, duca di Urbino, migliorandone l'organizzazione. Conteneva i cataloghi dei libri posseduti dalla Biblioteca Vaticana e dalla Biblioteca Visconteo Sforzesca di Pavia.
Intanto, negli anni 1453-55 era stata inventata in Germania da Johannes Gutenberg la stampa a caratteri mobili. L'Italia fu uno dei primi Paesi verso i quali la nuova invenzione si espanse. Con il diffondersi della stampa tipografica, l'attività di Vespasiano diventò sempre meno importante. Non riuscendo a reggere la competizione e non amando la nuova tecnologia, chiuse la propria bottega e si ritirò nella villa di sua proprietà ad Antella. Qui trascorse l'ultimo periodo della vita intento a scrivere le biografie, in tutto centotré, degli uomini famosi che aveva conosciuto.
Le biografie, raccolte con il titolo di Le Vite, vennero pubblicate solamente nel 1839. L'opera, malgrado sia scritta con una prosa linguisticamente povera e dallo stile popolaresco, è degna di nota per il suo valore documentale.
Vespasiano aveva una conoscenza limitata del latino ed era uno dei pochi scrittori del tempo a riconoscerlo ed ammetterlo. È certamente inferiore a storici quali Machiavelli e Guicciardini, ma ben rappresenta l'atmosfera del periodo. Le sue descrizioni portano il lettore dritto nell'atmosfera di Firenze. Il tono generale è quello di un moralista che mostra i pericoli del Rinascimento, specialmente per le donne, depreca la lettura dei romanzi e rimprovera i fiorentini della loro abitudine all'usura e ai guadagni illeciti.
Di Vespasiano ci è pervenuto un ricco epistolario ed un'opera dal titolo Libro delle lodi e commemorazioni delle donne illustri.